# Кошарувка
Кошарувка (пол. Koszarówka) — село в Польщі, у гміні Граєво Ґраєвського повіту Підляського воєводства.
Населення — 226 осіб (2011).
У 1975—1998 роках село належало до Ломжинського воєводства.

## Демографія
Демографічна структура станом на 31 березня 2011 року:
|          | Загалом | Допрацездатний вік | Працездатний вік | Постпрацездатний вік |
| -------- | ------- | ------------------ | ---------------- | -------------------- |
| Чоловіки | 111     | 20                 | 83               | 8                    |
| Жінки    | 115     | 23                 | 76               | 16                   |
| Разом    | 226     | 43                 | 159              | 24                   |